# Tim Goss
Pour les articles homonymes, voir Goss.
Tim Goss, né le 28 février 1963, est un ingénieur britannique, spécialisé dans les sports mécaniques. Il a été le directeur technique adjoint puis directeur technique du département monoplaces de la FIA. Il a été entre 2013 et 2018 le directeur technique du McLaren Racing,,, après en avoir occupé une grande partie des postes techniques depuis son arrivée à Woking en 1990.

## Biographie
Tim Goss est diplômé de l'Imperial College d'un doctorat en ingénierie mécanique. Il entame ensuite un post-doc dans le domaine des moteurs turbocompressés, qu'il interrompt en 1986 pour rejoindre Cosworth. Au sein du motoriste britannique, il travaille sur le V6 turbo.
Fort de son expérience chez Cosworth, Tim Goss rejoint le McLaren Racing en 1990 au poste d'ingénieur de développement chargé de l'installation des moteurs. Il occupe dans les années suivantes différents postes techniques de Woking en devenant ingénieur de course de Mika Häkkinen, puis ingénieur en chef des essais privés, puis responsable de la dynamique des véhicules et enfin, ingénieur en chef des trains roulants en 2005. À ce poste, il supervise notamment la création de la première boîte de vitesses à double embrayage,.
En 2006, à la suite du départ du directeur technique Adrian Newey chez Red Bull Racing, Tim Goss est nommé ingénieur en chef aux côtés de Pat Fry. Tout à tout, les deux ingénieurs britanniques dessineront les monoplaces de Formule 1. Tim Goss se charge des monoplaces des années paires et Pat Fry, celles des saisons impaires. Ainsi, Tim Goss est le créateur de la McLaren MP4-23 de 2008 qui permet à Lewis Hamilton et Heikki Kovalainen de remporter six victoires et le championnat du monde des pilotes. Il est également à l'origine de la McLaren MP4-25 de 2010 qui compte cinq succès dans les mains de Jenson Button et Lewis Hamilton ou encore la monoplace de 2012, la McLaren MP4-27, qui compte elle sept victoires.
En 2011, Tim Goss est nommé directeur de l'ingénierie tandis que Paddy Lowe devient le directeur technique. Mais celui-ci rejoint Mercedes Grand Prix tout juste deux ans après sa nomination. Tim Goss est ainsi nommé à son poste et devient le cinquième directeur technique de l'histoire du McLaren Racing.
Écarté de McLaren Racing en 2018, Tim Goss devient directeur technique adjoint du département monoplaces de la FIA et travaille étroitement avec Nikolas Tombazis, avec qui il avait collaboré chez McLaren. Il est notamment responsable de l'élaboration et de la mise en pratique du règlement technique de 2022.
Il quitte la FIA en janvier 2024 pour rejoindre à terme l'équipe Racing Bulls comme directeur technique en chef.